# 日根野村
日根野村（ひねのむら）は、大阪府日根郡・泉南郡にあった村。現在の泉佐野市の中部から南部にかけての細長い地域にあたる。

## 地理
- 河川：樫井川
- 池：十二谷池、大池（稲倉池は1957年完成）

## 歴史
- 1889年（明治22年）4月1日 - 町村制施行により、日根郡日根野村、俵屋新田が合併して日根野村（町村制）が発足。大字日根野に村役場を設置。
- 1896年（明治29年）4月1日 - 郡の統廃合により、所属郡が泉南郡に変更。
- 1910年（明治43年） - 大字俵屋新田を俵屋に改称。
- 1954年（昭和29年）4月1日 - 泉佐野市に編入される。同日日根野村廃止。

## 交通

### 鉄道路線
- 日本国有鉄道
  - 阪和線
    - 日根野駅

関西空港線は当時は未開業。

### 道路
現在は旧村域を阪和自動車道がわずかに掠めるが、当時は未開業。